# Johann Angerbauer
Johann Angerbauer, auch Hanns (* 12. April 1929 in Steyr; † 15. Oktober 1977 ebenda) war ein österreichischer akademischer Metallplastiker sowie Gold- und Silberschmied.

## Leben und Wirken
Angerbauer besuchte von 1943 bis 1947 die Bundesgewerbeschule Steyr in der Abteilung Metallkunstgewerbe und Stahlschnitt und war dort Schüler von Hans Gerstmayr. An der Akademie für angewandte Kunst Wien war E. Mayer in der Fachklasse für Gold- und Silberschmiedekunst und industrielle Entwürfe sein Lehrer.
Angerbauer war ab 1950 in seinem Atelier in Steyr tätig und unterrichtete ab 1963 an der HTL Steyr in der Abteilung Gold- und Silberschmiede.
Angerbauer gehörte der Berufsvereinigung Bildender Künstler Oberösterreichs an und war dort einige Jahre Vizepräsident.
Angerbauer ist ein Bruder des Priesters und Religionspädagogen Karl Angerbauer. Er war verheiratet mit der Ziseleurin Gertrude Stolz. Sein 1958 geborener Sohn Johannes Angerbauer-Goldhoff ist Schmuckkünstler, Bildhauer und Konzeptkünstler. Seine 1966 geborene Tochter Doris Angerbauer-Carstens lebt mit ihrer Familie in Florida und ist amerikanische Staatsbürgerin.

## Werke
- Ehrenkette aus Stahl für den Steyrer Bürgermeister Leopold Steinbrecher (1950/1951)[3]

- Tabernakel für die Pfarrkirche Zipf (1955)[4]
- Tabernakel für die Pfarrkirche Gampern (1957)[5]
- Tabernakel für die Pfarrkirche St. Pantaleon (1961)[6]
- Tabernakel für die Kapelle im Volksbildungsheim Puchberg bei Wels, (o. J., 1963 oder früher)[7]
- Monstranz für die Pfarrkirche Linz-St. Theresia (1959/1962)[8]
- Altarkreuz und Tabernakel für die Katholische Pfarrkirche Trieben (1961/1963)
- Monstranz, Silber, vergoldet mit Bergkristallen, Höhe 46,6 cm, für die Pfarrkirche Linz-St. Theresia (1966)[9]
- Bürgermeisterkette der Stadt Perg[10]

## Ausstellungen
Die einzige Einzelausstellung Angerbauers fand 1976 in der Galerie der Berufsvereinigung Bildender Künstler in Linz statt. Er beteiligte sich mit seinen Werken an einer Reihe nationaler und internationaler Ausstellungen:
- Internationale Ausstellung moderner christlicher Kunst in der Wiener Secession (1954)
- II. und III. Biennale christlicher Kunst der Gegenwart, Salzburg (1960, 1962)
- Ausstellung Europäisches Silber, Hannover (1965), Hanau (1968 und 1971)
- Ausstellung Internationales Kunsthandwerk, Stuttgart (1966)
- Ausstellung Handwerksform in Hannover, Münster und Utrecht (1968, 1971)
- Ausstellung in der Erste österreichische Galerie, Salzburg (1968)
- II. Biennale internazionale del gioiello d´arte Marina di Carrara (1970)
- Ausstellung Goldsmiths´ Hall in London und Edinburgh (1971)
- Ausstellung Goldener Draht, Hamburg (1971)
- Ausstellung Schmuck aus Meisterhand, Kongreßhaus, Innsbruck (1975)

## Auszeichnungen
- Auszeichnung Internationales Kunsthandwerk Stuttgart (1966)
- Förderpreis des Landes Oberösterreich für bildende Kunst (1967)
- Ehrenmitglied der Gesellschaft für Goldschmiedekunst (1968)